# 鄧穎超
鄧穎超（とう えいちょう、簡体字：邓颖超、繁体字：鄧穎超、英語：Deng Yingchao、発音：トン・インチャオ、1904年2月4日 - 1992年7月11日）は、中華人民共和国の政治家。周恩来国務院総理の妻であり、婦人解放運動の活動家。中共八大元老の1人で、第4代中国人民政治協商会議主席を務めた。

## 生涯
1904年2月4日に広西省南寧に誕生した。原名は鄧文淑で、直隷第一女子師範学校入学後に鄧穎斌と改名し、さらに鄧穎超と名を改めた。1924年（民国13年）に中国社会主義青年団に加盟し、1925年（民国14年）3月に中国共産党へ入党した。
広東省では党広東区委員、婦女部部長に就任し、国民党にも入党して国民党広東省婦女部の業務にも従事した。1927年（民国16年）4月に蔣介石が共産党員に対する弾圧（上海クーデター）に着手すると、上海に戻り反蔣介石の地下工作に参加した。長征後は白区工作部秘書などを務め、周恩来に従い武漢・重慶などで抗日民族統一戦線工作に従事し、中国戦時児童保育会を設立した。1945年（民国34年）4月の第7回党大会で中央委員候補となる。
1949年10月の中華人民共和国成立後は全国夫人連盟の第1期から第3期の副主席、第4期名誉主席などを務める。1956年9月の第8回党大会では中央委員に選出される。鄧穎超は周恩来の存命中には政務に関与しなかったため、劉少奇の妻である王光美と異なり、1966年5月の文化大革命期間中は江青による迫害を受けることは無かった。しかし文化大革命において、養女である孫維世が殺害されるなどの被害を蒙った。林彪国防部長の失脚後は夫の周恩来と江青ら4人組との対立が激化した。その最中の1972年5月に周恩来は膀胱癌を発症する。毛沢東の指示により周恩来の医療組が設置され、鄧穎超は葉剣英・汪東興・張春橋らとともにその中核メンバーとなった。周恩来はその後も病身に鞭打ち政務に励んだが、4人組の厳しい攻撃に晒されて衰弱していった。1976年1月8日に周恩来が病没した事で、鄧穎超は最愛の夫を失った。
4人組が打倒された後の1978年3月に第5期全国人民代表大会常務委員会副委員長に、1977年8月の第11期3中全会で中央規律検査委員会第二書記、政治局委員に選出される。また国民党との関係を評価され、新設された中央対台工作領導小組長として統一戦線工作を担当した。1983年6月に第6期全国政治協商会議主席に就任した。
1985年9月に党中央委員、1988年4月に政治協商会議主席を1期で退任した。しかしその後も政治的影響力は大きく、1989年6月の六四天安門事件では、八大元老の一員として趙紫陽の解任・戒厳令の発布・後任の総書記についての密談に参加している。
世界の女性政治家やファーストレディーとの交友関係を有し、周恩来と共に夫妻の人気は中国国内でも高く「おしどり夫婦」として有名である。夫妻の出会いの場所である天津南開大学の近くには周恩来鄧穎超紀念館が建設された。

## 家族
1925年8月に周恩来と結婚した。2度の流産により不妊症となり、以来国民党勢力に殺害された共産党員（「烈士」）の遺児を養子として養育した。このなかには国務院総理を務めた李鵬、文化大革命において江青によって虐殺された女優孫維世などが含まれる。